# Huyện Tangail
Tangail là một huyện thuộc division Dhaka, Bangladesh. Huyện này có diện tích 3414 km², dân số năm 2002 là 3253961 người, mật độ dân số là 953 người/km².